# Diego García (chodziarz)
Diego García (ur. 19 stycznia 1996 w Madrycie) – hiszpański lekkoatleta specjalizujący się w chodzie sportowym.
W 2013 został brązowym medalistą wicemistrzem świata juniorów młodszych, a rok później zdobył srebro juniorskich mistrzostw świata w chodzie na 10 000 metrów. Mistrz Europy juniorów z Eskilstuny (2015). Dwa lata później zdobył złoto mistrzostw Europy do lat 23.
Reprezentant Hiszpanii w pucharze Europy w chodzie sportowym.
Rekord życiowy w chodzie na 20 kilometrów: 1:18:19 (18 maja 2024, A Coruña).

## Osiągnięcia
| Rok  | Impreza                                | Miejsce    | Konkurencja              | Pozycja     | Wynik    |
| ---- | -------------------------------------- | ---------- | ------------------------ | ----------- | -------- |
| 2013 | Puchar Europy w chodzie                | Dudince    | chód na 10 km (juniorów) | 8. miejsce  | 43:41    |
| 2013 | Mistrzostwa świata juniorów młodszych  | Donieck    | chód na 10 000 m         | 3. miejsce  | 42:03,32 |
| 2014 | Puchar świata w chodzie                | Taicang    | chód na 10 km            | 4. miejsce  | 40:10    |
| 2014 | Mistrzostwa świata juniorów            | Eugene     | chód na 10 000 m         | 2. miejsce  | 39:51,59 |
| 2015 | Puchar Europy w chodzie                | Murcja     | chód na 10 km (juniorów) | 1. miejsce  | 40:38    |
| 2015 | Mistrzostwa Europy juniorów            | Eskilstuna | chód na 10 000 m         | 1. miejsce  | 40:05,21 |
| 2015 | Mistrzostwa świata                     | Pekin      | chód na 20 km            | 30. miejsce | 1:24:52  |
| 2016 | Drużynowe mistrzostwa świata w chodzie | Rzym       | chód na 20 km            | 19. miejsce | 1:21:36  |
| 2017 | Puchar Europy w chodzie                | Podiebrady | chód na 20 km            | 7. miejsce  | 1:21:56  |
| 2017 | Młodzieżowe mistrzostwa Europy         | Bydgoszcz  | chód na 20 km            | 1. miejsce  | 1:22:29  |
| 2017 | Mistrzostwa świata                     | Londyn     | chód na 20 km            | 13. miejsce | 1:20:34  |
| 2018 | Drużynowe mistrzostwa świata w chodzie | Taicang    | chód na 20 km            | 23. miejsce | 1:24:37  |
| 2018 | Mistrzostwa Europy                     | Berlin     | chód na 20 km            | 2. miejsce  | 1:20:48  |
| 2019 | Puchar Europy w chodzie                | Olita      | chód na 20 km            | 3. miejsce  | 1:20:23  |
| 2019 | Mistrzostwa świata                     | Doha       | chód na 20 km            | 35. miejsce | 1:41:14  |
| 2021 | Drużynowe mistrzostwa Europy w chodzie | Podiebrady | chód na 20 km            | 3. miejsce  | 1:19:19  |
| 2021 | Igrzyska olimpijskie                   | Tokio      | chód na 20 km            | 6. miejsce  | 1:21:57  |
| 2022 | Drużynowe mistrzostwa świata w chodzie | Maskat     | chód na 20 km            | 5. miejsce  | 1:24:41  |
| 2022 | Mistrzostwa świata                     | Eugene     | chód na 20 km            | 16. miejsce | 1:23:21  |
| 2022 | Mistrzostwa Europy                     | Monachium  | chód na 20 km            | 3. miejsce  | 1:19:45  |
| 2023 | Drużynowe mistrzostwa Europy w chodzie | Podiebrady | chód na 20 km            | 7. miejsce  | 1:21:42  |
| 2023 | Mistrzostwa świata                     | Budapeszt  | chód na 20 km            | 39. miejsce | 1:25:12  |
| 2024 | Drużynowe mistrzostwa świata w chodzie | Antalya    | chód na 20 km            | 3. miejsce  | 1:19:51  |
| 2024 | Mistrzostwa Europy                     | Rzym       | chód na 20 km            | 14. miejsce | 1:22:56  |
| 2024 | Igrzyska olimpijskie                   | Paryż      | chód na 20 km            | 33. miejsce | 1:23:10  |